# Фалернум
Фалернум (англ. falernum) — солодкий сироп, що використовується в карибських та тропічних напоях. Зазвичай містить мигдаль, імбир та/або гвоздику, лайм, а іноді ваніль або духмяний перець. Буває безалкогольним або алкогольним. Консистенція густа, може бути прозорим або напівпрозорим з кольором від білого до світло-бурштинового.
Вважається, що походження напою датується XVIII століттям, проте популярність прийшла з поширення тікі-барів в США, де на основі фалернуму були винайдені знамениті тікі-коктейлі.
В журналі «All the Year Round», власником якого на той період часу був Чарльз Дікенс, невідомий автор в 1892 році написав нотатку про напій, описавши його як «незвичайний лікер на основі рому і лайма».